# كاسكاسكيا (قبيلة)

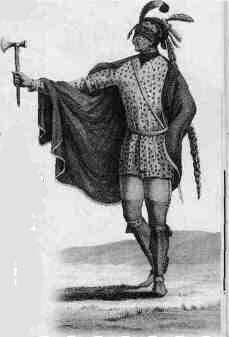
هندي إلينوي من قبيلة كاسكاسكيا، النقش مبني على رسم الجنرال جورج-هنري-فيكتور كولوت، 1796

 كاسكاسكيا إحدى القبائل الأصلية من وودلاندس الشمالية الشرقية. وهي واحدة من القبائل الإثني عشر التي تشكل اتحاد إلينيوي. وكان وطنهم القديم في منطقة البحيرات الكبرى. ويقال إن أول اتصال لهم بالأوروبيين كان بالقرب من غرين باي الحالية في ولاية ويسكونسن، في عام 1667 عند محطة التبشير اليسوعية.